# Crocidura huangshanensis
Crocidura huangshanensis є видом ссавців родини Soricidae. Він зустрічається у Китаї.